# مارماهیان دریایی
مارماهیان دریایی (Muraenesocidae) یکی از خانواده‌های ماهیان است.
از ماهیان استخوانی بدن خیلی دراز کشیده فاقد باله شکمی، دم فشرده، پوزه دراز، دهان بزرگ و دارای دندان‌های تیز، فک‌ها معمولی بوده و دراز نمی‌باشند، باله پشتی و مخرجی و دمی به یکدیگر پیوسته‌است و بعضی گونه‌ها فاقد باله سینه‌ای است. شکاف دهان تا پشت چشم ادامه می‌یابد، دندان‌های نوک تیز به صورت ردیفی یا دسته‌های مختلف بر روی فک‌ها و محور میانی دهان با دندان‌های نیش بزرگ و وحشتناک شبیه دندان افعی است، سوراخ‌های بینی جانبی، سوراخ‌های بینی خلفی روی لب فوقانی قرار ندارند، دهانه‌های آبششی شکاف مانند، دارای باله‌های سینه ای، باله‌های پشتی، دمی و مخرجی بزرگ و بهم متصل می‌باشند، فاصله مخرج تا دهانه‌های آبششی خیلی بزرگتر از طول سر می‌باشد، فاقد باله‌های شکمی می‌باشند.
زیست‌شناسی : روی بسترهای نرم معمولاً تا عمق 1۱۰۰ متری زیست می‌کنند، همچنین وارد مصبها، مناطق کم عمق تا عمق زیاد (در بعضی گونه‌ها) نیز می‌شوند، تغذیه از ماهیان کوچک و سخت پوستان صورت می‌گیرد.
اهمیت شیلاتی : گوشت آن‌ها قابل خوردن است. ولی در ایران مورد استفاده قرار نمی‌گیرد.
وسایل صید: رشته قلاب طویل،تَند،هزار قلاب، ترال، قلاب، گرگور.
گونه‌های موجود در آب‌های جنوبی ایران:
- مارماهی زرد (Congresox talabon)
- مارماهی تیزدندان (Muraenesox cinereus)

سالوسک